# Whewell-leerstoel voor internationaal recht
De Whewell-leerstoel van Internationaal Recht (Whewell Professorship of International Law) is sinds 1868 een leerstoel aan de faculteit voor rechtsgeleerdheid van de Universiteit van Cambridge. De leerstoel werd door de Britse filosoof William Whewell gesticht en twee jaar na zijn dood ingericht. De hoofdgedachte achter de leerstoel is het brengen van een bijdrage aan het verkleinen van de oorzaken van oorlog tot uiteindelijk het wegnemen van oorlogen tussen landen. 

## Bekleders van de leerstoel
De volgende hoogleraren, waaronder vier rechters van het Internationaal Gerechtshof, hebben de Whewell-leerstoel in de loop van de jaren bekleed:
- 1869: William Vernon Harcourt
- 1887: Henry Maine
- 1888: John Westlake
- 1908: Lassa Francis Lawrence Oppenheim
- 1920: Alexander Pearce Higgins
- 1935: Arnold Duncan McNair
- 1938: Hersch Lauterpacht
- 1955: Robert Jennings
- 1981: Derek Bowett
- 1992: James Crawford
- 2016: Eyal Benvenisti